# 富田牛生
富田 牛生（とだ うしお、生没年不詳）は、戦国時代から安土桃山時代の槍術家。

## 経歴・人物
越前朝倉氏に仕えた。富田流槍術を興す。門人の中根一雲、打身佐内、佐分利猪之助らはそれぞれ一派を興した。